# II. Harold angol király
II. Harold vagy Harold Godwinson (1022 körül – 1066. október 14.) Anglia királya 1066-ban. A Normandiai Vilmos ellen vívott hastingsi csatában vesztette életét.
Godwin wessexi gróf fiaként született. Édesapja halála (1053) után hatalmas területeket örökölt, és tulajdonképpen ő uralkodott Hitvalló Eduárd király helyett. Hadat vezetett a skótok földjére. 1064-ben francia földön Normandiai Vilmos fogságába esett. Bár a herceg nem éreztette vele, hogy fogoly, mindenesetre arra kényszerítette, hogy hazatérése fejében esküben ígérje meg Vilmos trónigényének támogatását, amit a szabadulni akaró Harold meg is tett. Angliába hazatérve közölte híveivel, hogy esküjét kényszer alatt tette, így az nem érvényes. Sógora, Hitvalló Eduárd halálos ágyán Haroldot jelölte meg örököséül, amit a Witan, az angolszász államtanács is szentesített. Rövid uralkodása első hónapjaiban harcban állt – a Normandiai Vilmos által ellene uszított – féltestvérével, Tostiggal, és az őt támogató III. Harald norvég királlyal, akiket a Stamford Bridge-i csatában sikerült legyőznie (szeptember 25.). Közben, szeptember 28-án ellenfele, Vilmos 6000 harcossal Pevenseynél partra szállt. Harold viharos sietséggel délre vonult, hogy visszaverje a normann inváziót (9 nap alatt tette meg a York és London közötti 280 kilométert). Londonba érve – bízván az angolok számbeli fölényében – szinte pihenő nélkül meneteltette csapatait tovább Sussexbe, ahol Vilmos őrcsapatai állomásoztak. Hastingstól mintegy 10 kilométerre, északra ütközött meg a két sereg október 14-én. Haroldot meglepte, hogy Vilmos kezdeményezte a csatát, hiszen ő akart meglepetést szerezni, mégis őt érte váratlanul a normann íjászok nyílzápora. A csata, amely reggel kezdődött, még délután három órakor is eldöntetlen volt, míg végül Vilmos kicsalta az angolszászokat táborhelyükről, azután szembefordulva velük rémes csatában tönkreverte őket. Az ütközetet végül egy vaktában felröppent nyílvessző döntötte el, amely eltalálván halálra sebezte Haroldot (a szemébe fúródott). Tetemét megtalálták a csata után, de annyi seb borította, hogy még tulajdon édesanyja sem ismerte fel holttestét. Vele halt ki a régi angolszász királyi ház.

## Gyermekei
- Harold 1066 márciusában[1] Yorkban[1] házasodott össze Ealdgythtel[1][12] (1042 – 1070 után), Merciai Ælfgar leánya volt, két utószülött gyermeket szült felesége neki:
  - Harold[1][12] (1066 decembere – 1098 után)
  - Ulf[1][12] (1066 decembere – 1087 után)
- Haroldnak szeretőjétől, Hattyúnyakú Edithtől[1] (1025 k. – 1086?) is született öt gyermeke:
  - Godwin[1][12] (1045 k. – 1069 után)
  - Edmund[1][12] (1047 – 1069 után)
  - Magnus[1][12] (1050 – 1069 után)
  - Gunhilda[1][12] (? – 1093 után), a Wiltshire-i Wilton Apátságban volt apáca[1]
  - Gytha[1][12] (1055 k. – 1107. május 7.)